# 復金インフレ
復金インフレ（ふっきんインフレ）は、昭和の戦後混乱期に復興金融債券の日本銀行直接引き受けにより引き起こされたインフレーションであり、日本の敗戦直後のインフレーション（超インフレ期）である。

## 概要
終戦後の経済復興策として1946年12月に第1次吉田内閣が傾斜生産方式を閣議決定した。同方式は、経済復興に必要不可欠な基幹産業たる石炭と鉄鋼の増産に向けて、全ての経済政策を集中的に「傾斜」するという政策で、重点産業の生産増加を図るには巨額の資金を必要としたが、それを賄う目的で1947年1月に復興金融金庫が設立された。
復興金融金庫の融資資金は復興金融債券（以下、復金債）の発行により調達された。しかし、その債券の多くが日本銀行の引き受けるところとなった。これにより市場に供給する貨幣の量が拡大してその価値が下がることとなり、インフレーションが引き起こされた。これが復金インフレである。

## 背景
終戦後、日本経済のインフレーションは復金債の日銀引き受け以前から進行していた。その原因は石炭や鉄鋼の生産コストと公定価格の差を国庫が補う価格差補給金制度により、一般会計が価格差補給金を負担したために財政が圧迫されていたことにある。その背景の下、前述の復金債の日銀引き受けがインフレーションを加速させる決定打となった。

## 収束
日本が世界貿易へ復帰するためにはインフレ抑制と財政赤字の健全化が必要であった。1948年12月、アメリカ合衆国政府がGHQを通じて経済安定9原則を示し、以後、総需要抑制政策がインフレ対策の中心となっていった。経済安定を達するため、1949年2月にデトロイト銀行頭取のジョゼフ・ドッジがGHQ経済顧問として日本に派遣され、ドッジ・ラインと呼ばれる一連の経済政策を進めたことでインフレ要因は根絶されたが、次いで日本経済はデフレに転じた（安定恐慌）。
また、復金債の日銀引受けによって資金を調達したことがインフレ加速の主たる要因であったため、1949年以降その新規貸出しは停止された。
なお、1947年3月31日に定められた財政法第5条では、
と定められ、公債の日銀引き受けは原則禁止となっている（市中消化の原則）。